# Liste der Baudenkmale in Hannover-Zoo
Die Liste der Baudenkmale in Hannover-Zoo enthält die Baudenkmale des hannoverschen Stadtteils Zoo. Die Einträge in dieser Liste basieren überwiegend auf einer Liste des Amtes für Denkmalschutz aus dem Jahr 1985 und sind entsprechend ihrer Aktualität im Einzelfall zu überprüfen.

## Baudenkmale
| Lage | Bezeichnung                                                             | Beschreibung | ID | Bild           |
| --- | ----------------------------------------------------------------------- | --- | -- | -------------- |
| Clausewitzstraße 1 52° 22′ 36″ N, 9° 46′ 22″ O                                                                                      | Eilenriedestadion                                                       | [ 1 ] |    |                |
| Dickensstraße 33 52° 22′ 27″ N, 9° 45′ 50″ O                                                                                        | Wohnhaus                                                                | Im Ensemble mit Schackstraße 16: Teil der ehemaligen Königsulanenkaserne, erbaut 1904/1908 nach Plänen von Hermann Schaedtler im Stil des Neobarock.                                                   |    |                |
| Schackstraße 16 52° 22′ 29″ N, 9° 45′ 50″ O                                                                                         |                                                                         | Im Ensemble mit Dickensstraße 33: Teil der ehemaligen Königsulanenkaserne, erbaut 1904/1908 nach Plänen von Hermann Schaedtler im Stil des Neobarock.                                                  |    |                |
| Ellernstraße 10, 11, 12, 13, 14, 15, 16, 17, 18, 19, 20, 21, 22, 23, 24, 25, 26, 28, 30, 32, 34, 36, 38 52° 22′ 32″ N, 9° 45′ 24″ O |                                                                         | Im Ensemble mit Gellertstraße 16 und 21. Das Haus Ellernstraße 13 errichtete Carl Wolff als privates Wohnhaus. Die Fassade ziert ein Wolfskopf in Sandstein als Anspielung auf den Namen des Bauherrn. |    |                |
| Gellertstraße 16 und 21 52° 22′ 31″ N, 9° 45′ 25″ O                                                                                 |                                                                         | Im Ensemble mit Ellernstraße. |    |                |
| Friedenstraße 8, 9, 10, 11 52° 22′ 40″ N, 9° 45′ 31″ O                                                                              |                                                                         | [ 1 ] |    |                |
| Gellertstraße 5, 7, 9 52° 22′ 32″ N, 9° 45′ 31″ O                                                                                   |                                                                         | Im Ensemble mit Holteistraße 10. |    |                |
| Holteistraße 10 52° 22′ 32″ N, 9° 45′ 30″ O                                                                                         |                                                                         | Im Ensemble mit Gellertstraße 5, 7, 9. |    |                |
| Gellertstraße 20, 22, 23, 24, 25, 26, 27, 28, 29, 30, 31, 33, 35, 37, 39 52° 22′ 30″ N, 9° 45′ 22″ O                                |                                                                         | Im Ensemble. |    |                |
| Gellertstraße 46, 48, 50, 57 52° 22′ 29″ N, 9° 45′ 9″ O                                                                             |                                                                         | Im Ensemble mit Kirchwender Straße 4/6, 8, 10/12, 14, 16, 18, 20, 21, 22, 23. |    |                |
| Kirchwender Straße 4/6, 8, 10/12, 14, 16, 18, 20, 21, 22, 23 52° 22′ 31″ N, 9° 45′ 11″ O                                            |                                                                         | Im Ensemble mit Gellertstraße 46, 48, 50, 57. |    |                |
| Gneisenaustraße 1, 2, 3, 4 52° 22′ 43″ N, 9° 45′ 36″ O                                                                              |                                                                         | Im Ensemble mit Loebensteinstraße 22, 23, 24, 25, 26, 27. |    |                |
| Loebensteinstraße 22, 23, 24, 25, 26, 27 52° 22′ 44″ N, 9° 45′ 35″ O                                                                |                                                                         | Im Ensemble mit Gneisenaustraße 1, 2, 3, 4. |    |                |
| Scharnhorststraße 1 52° 22′ 34″ N, 9° 45′ 13″ O                                                                                     | Niedersächsisches Landesamt für Denkmalpflege                           | Mit Ärztehaus. Kerngebäude erbaut 1865 als Villa nach Plänen des Architekten Bösser, zwischen 1885 und 1891 als Krankenhaus erweitert nach Plänen von Christoph Hehl. Seit 1972 in Landesbesitz.       |    |                |
| Seelhorststraße 14, 16, 18, 20, 22 52° 22′ 35″ N, 9° 45′ 27″ O                                                                      |                                                                         | Im Ensemble. |    |                |
| Theodor-Heuss-Platz 52° 22′ 33″ N, 9° 46′ 10″ O                                                                                     | Stadthalle mit ovalem Vorplatz                                          | Im Ensemble mit Niedersachsenhalle und Stadtpark Hannover. Erbaut 1911–1914 nach Plänen von Paul Bonatz und Friedrich Eugen Scholer.                                                                   |    |                |
| Theodor-Heuss-Platz 52° 22′ 31″ N, 9° 46′ 7″ O                                                                                      | Niedersachsenhalle                                                      | Im Ensemble mit Stadthalle und Stadtpark Hannover. |    |                |
| 52° 22′ 26″ N, 9° 46′ 17″ O | Stadtpark Hannover mit Plastiken                                        | Angelegt 1914, jetziges Aussehen weitgehend wie zur Bundesgartenschau 1951. Im Ensemble mit Niedersachsenhalle und Stadthalle.                                                                         |    |                |
| Am Inselgraben 52° 22′ 13″ N, 9° 46′ 55″ O                                                                                          |                                                                         | Ehemalige Hannoversche Landwehr |    |                |
| Bristoler Straße 6 52° 22′ 47″ N, 9° 45′ 57″ O                                                                                      | Hindenburgvilla                                                         | [ 1 ] |    |                |
| Bristoler Straße 8 52° 22′ 47″ N, 9° 46′ 0″ O                                                                                       | Villa                                                                   | Zeitweise Sitz der Oberfinanzdirektion Hannover. |    |                |
| Eichendorffstraße 3 52° 22′ 34″ N, 9° 45′ 28″ O                                                                                     | Reihenhaus                                                              | [ 1 ] |    |                |
| Eichendorffstraße 5 52° 22′ 33″ N, 9° 45′ 28″ O                                                                                     | Reihenhaus                                                              | [ 1 ] |    |                |
| Eichendorffstraße 9 52° 22′ 34″ N, 9° 45′ 30″ O                                                                                     | Reihenhaus                                                              | [ 1 ] |    |                |
| Eichendorffstraße 12/12a 52° 22′ 35″ N, 9° 45′ 30″ O                                                                                | Reihendoppelhaus                                                        | [ 1 ] |    |                |
| Ellernstraße 39 52° 22′ 26″ N, 9° 45′ 29″ O                                                                                         | Ehemaliges Israelitisches Krankenhaus                                   | [ 1 ] |    | Weitere Bilder |
| Emmichplatz 52° 22′ 39″ N, 9° 45′ 12″ O                                                                                             | Reste des Neuen Hauses                                                  | Erbaut 1893–1894 als Waldgaststätte „Neues Haus“ nach Plänen von Paul Rowald, bis auf wenige Reste abgebrochen.                                                                                        |    |                |
| Erwinstraße 1 52° 22′ 46″ N, 9° 45′ 47″ O                                                                                           | Villa                                                                   | [ 1 ] |    |                |
| Erwinstraße 2 52° 22′ 46″ N, 9° 45′ 48″ O                                                                                           | Villa                                                                   | [ 1 ] |    |                |
| Fritz-Behrens-Allee 52° 22′ 37″ N, 9° 45′ 15″ O                                                                                     | Reese-Brunnen                                                           | Brunnen mit einer expressionistischen Pflanzenskulptur aus Majolika von Marlene und Hans Poelzig, errichtet 1925 im Auftrag des Goslarer Kaufmanns Hermann Re(e)se.                                    |    |                |
| Gellertstraße 38 52° 22′ 29″ N, 9° 45′ 14″ O                                                                                        | St. Elisabeth                                                           | Erbaut 1894/1895 nach Plänen von Christoph Hehl und 1898 bis 1905 von Oscar Wichtendahl ausgemalt. |    |                |
| Loebensteinstraße 13 52° 22′ 39″ N, 9° 45′ 23″ O                                                                                    | Wohnhaus mit Remise                                                     | [ 1 ] |    |                |
| Loebensteinstraße 15/15a 52° 22′ 39″ N, 9° 45′ 24″ O                                                                                | Wohnhaus                                                                | [ 1 ] |    |                |
| Loebensteinstraße 20 52° 22′ 42″ N, 9° 45′ 30″ O                                                                                    | Wohnhaus                                                                | [ 1 ] |    |                |
| Loebensteinstraße 38 52° 22′ 48″ N, 9° 45′ 48″ O                                                                                    | Villa                                                                   | [ 1 ] |    |                |
| Loebensteinstraße 39 52° 22′ 49″ N, 9° 45′ 49″ O                                                                                    | Villa                                                                   | [ 1 ] |    |                |
| Loebensteinstraße 40 52° 22′ 49″ N, 9° 45′ 50″ O                                                                                    | Villa                                                                   | [ 1 ] |    |                |
| Loebensteinstraße 42 52° 22′ 51″ N, 9° 45′ 54″ O                                                                                    | Villa                                                                   | Villa Ebeling, gegenwärtig Sitz der Maschmeyer-Rürup AG. |    |                |
| Leisewitzstraße 28 52° 22′ 28″ N, 9° 45′ 19″ O                                                                                      | Cäcilienstift                                                           | [ 1 ] |    |                |
| Löwenstraße 10 52° 22′ 37″ N, 9° 45′ 27″ O                                                                                          | Wohnhaus                                                                | [ 1 ] |    |                |
| Ludwig-Barnay-Straße 2 52° 22′ 50″ N, 9° 45′ 55″ O                                                                                  | Villa Knusperhäuschen                                                   | [ 1 ] |    |                |
| Ludwig-Barnay-Straße 3 52° 22′ 50″ N, 9° 45′ 57″ O                                                                                  | Villa                                                                   | [ 1 ] |    |                |
| Ludwig-Barnay-Straße 7 52° 22′ 49″ N, 9° 45′ 58″ O                                                                                  | Villa                                                                   | [ 1 ] |    |                |
| Lüerstraße 5 52° 22′ 47″ N, 9° 45′ 51″ O                                                                                            | Villa                                                                   | Erbaut um 1900 im Stil der Neorenaissance. Seit 1947 Gästehaus der Niedersächsischen Landesregierung.                                                                                                  |    |                |
| Lüerstraße 6 52° 22′ 48″ N, 9° 45′ 53″ O                                                                                            | Villa                                                                   | [ 1 ] |    |                |
| Schackstraße 4 52° 22′ 28″ N, 9° 45′ 41″ O                                                                                          | Friedenskirche mit Gemeindehaus                                         | [ 1 ] |    |                |
| Scharnhorststraße 6 52° 22′ 28″ N, 9° 45′ 17″ O                                                                                     | Wohnhaus                                                                | Scharnhorststraße 6 (Hannover) |    |                |
| Seelhorststraße 8 52° 22′ 34″ N, 9° 45′ 20″ O                                                                                       | Sophienschule                                                           | Sophienschule Hannover, erbaut 1900 nach Plänen von Paul Rowald. |    |                |
| Seelhorststraße 57 52° 22′ 45″ N, 9° 45′ 47″ O                                                                                      | Wohnhaus                                                                | [ 1 ] |    |                |
| Seelhorststraße 61 52° 22′ 46″ N, 9° 45′ 51″ O                                                                                      | Villa                                                                   | [ 1 ] |    |                |
| Walderseestraße 100 52° 23′ 23″ N, 9° 45′ 20″ O                                                                                     | Lister Turm                                                             | Erbaut 1895 nach Plänen von Hermann Schaedtler. |    |                |
| Zeppelinstraße 8 52° 22′ 43″ N, 9° 46′ 2″ O                                                                                         | Trammsche Villa                                                         | [ 1 ] |    |                |
| Zeppelinstraße 24 52° 22′ 40″ N, 9° 45′ 58″ O                                                                                       | Ehemalige Oberpostdirektion Hannover                                    | Oberpostdirektion Hannover |    |                |
| Eilenriede 52° 22′ 48″ N, 9° 45′ 27″ O                                                                                              | Burckhard-Denkmal                                                       | 1883 vom Bildhauer Carl Dopmeyer; mit einem bronzenen Porträtrelief |    |                |
| Eilenriede 52° 23′ 20″ N, 9° 45′ 16″ O                                                                                              | drei Kriegerdenkmäler, Foto: Denkmal für das Infanterie-Regiment Nr. 73 | [ 1 ] |    |                |
| Eilenriede 52° 23′ 12″ N, 9° 45′ 46″ O                                                                                              | Ulanen-Denkmal                                                          | 1927 geschaffen von Ernst Gorsemann. |    |                |
| Eilenriede 52° 23′ 17″ N, 9° 45′ 55″ O                                                                                              | Gedenkstein für Carl Ludwig Fischer und Fischereiche                    | [ 1 ] |    |                |
| Eilenriede 52° 23′ 2″ N, 9° 46′ 15″ O                                                                                               | Fahrradweg-Gedenkstein                                                  | [ 1 ] |    |                |
| Eilenriede 52° 23′ 18″ N, 9° 45′ 55″ O                                                                                              | Irrgarten Das Rad                                                       | [ 1 ] |    |                |
| Eilenriede 52° 22′ 48″ N, 9° 45′ 23″ O                                                                                              | Steinbock                                                               | 1950 als Kopie des von Ernst Gorsemann geschaffenen Originals wieder aufgestellt. |    |                |
| Eilenriede 52° 23′ 22″ N, 9° 45′ 18″ O                                                                                              | Hirsch                                                                  | Tierplastik des Bildhauers August Waterbeck von 1936. |    |                |
| Eilenriede 52° 22′ 56″ N, 9° 45′ 59″ O                                                                                              | Wisent                                                                  | Tierplastik des Bildhauers August Waterbeck von 1935. |    |                |
| Eilenriede 52° 23′ 16″ N, 9° 45′ 37″ O                                                                                              | Fabeltier                                                               | [ 1 ] |    |                |
| Eilenriede 52° 23′ 6″ N, 9° 45′ 19″ O                                                                                               | Walderseedenkmal                                                        | Das Waldersee-Denkmal ist eine Steinplastik von Bernhard Hoetger (1916) zur Erinnerung an den vormals im gegenüberliegenden Haus wohnenden Generalfeldmarschall Alfred von Waldersee (1832–1904).      |    |                |
| Eilenriede 52° 22′ 56″ N, 9° 45′ 26″ O                                                                                              | Königinnendenkmal                                                       | Kopie von Valentino Casal nach dem Vorbild von Johann Gottfried Schadow; Geschenk Kaiser Wilhelms II. an die Stadt Hannover, enthüllt von seinem Sohn, Kronprinz Wilhelm, am 19. Juli 1910.            |    |                |
| Eilenriede 52° 23′ 37″ N, 9° 45′ 55″ O                                                                                              | Pelikanbrunnen                                                          | Auch: Fritz-Beindorff-Brunnen. |    |                |
| Am Inselgraben 52° 22′ 3″ N, 9° 47′ 5″ O                                                                                            | Hannoversche Landwehr                                                   | [ 1 ] |    |                |